# Mariano Gago
José Mariano Rebelo Pires Gago (ur. 16 maja 1948 w Lizbonie, zm. 17 kwietnia 2015 tamże) – portugalski fizyk, nauczyciel akademicki i polityk, profesor, w latach 1995–2002 minister nauki i technologii, od 2005 do 2011 minister nauki, technologii i szkolnictwa wyższego.

## Życiorys
Absolwent elektrotechniki na Universidade Técnica de Lisboa. Doktoryzował się z fizyki w paryskiej École polytechnique. Został nauczycielem akademickim w Instituto Superior Técnico w ramach UTL, osiągając stanowisko profesorskie. Zajmował się badaniami z dziedziny fizyki cząstek elementarnych. Pracował także w Europejskiej Organizacji Badań Jądrowych (CERN). Założył i kierował laboratorium badawczym Laboratório de Física Experimental de Partículas w Lizbonie. Należał m.in. do Academia Europaea.
Był związany z Partią Socjalistyczną. W latach 1986–1989 przewodniczył Junta Nacional de Investigação Científica e Tecnológica, rządowej instytucji zajmującej się ewaluacją i finansowaniem badań naukowych. Od października 1995 do kwietnia 2002 pełnił funkcję ministra nauki i technologii w dwóch rządach Antónia Guterresa. W marcu 2005 został ministrem nauki, technologii i szkolnictwa wyższego w gabinecie José Sócratesa. Pozostał na tym stanowisku również w drugim rządzie tego premiera; zajmował je do czerwca 2011.

## Odznaczenia
- Komandor Orderu Świętego Jakuba od Miecza (1992, Portugalia)[4]
- Krzyż Wielki Orderu Rio Branco (1999, Brazylia)
- Krzyż Wielki Orderu Izabeli Katolickiej (2007, Hiszpania)[5]